# Great-Sand-Dunes-Nationalpark
Die Great Sand Dunes (deutsch Große Sanddünen) sind ein als Nationalpark (National Park and Preserve) ausgewiesenes Schutzgebiet im südlichen Teil des US-Bundesstaates Colorado. Rund 230 km südlich von Denver liegen die Großen Sanddünen im nordöstlichen Teil des San Luis Valley, einem etwa bis zu 60 Kilometer breiten Becken zwischen der Sangre de Cristo Range und dem San-Juan-Gebirge. Sie bedecken eine Fläche von rund 80 km² und sind mit einer Höhe von etwa 230 Metern die höchsten Dünen Nordamerikas.

## Geschichte
Die Sanddünen sind rund 12.000 Jahre alt und entstanden durch Sandablagerungen des Rio Grande und seiner Nebenflüsse. Über Jahrtausende haben westliche Winde die Sandkörner von den Flussufern durch das Tal geweht und auf deren Ostseite, am Fuß der Sangre de Cristo Range abgelagert. Durch die Berge wird die Windgeschwindigkeit langsamer und der Sand sowie kleine Steine wurden zu Dünen aufgehäuft. Dieser Vorgang dauert an und ändert täglich die Form der Dünen. 
Durch viele kleine Bäche im San Luis Valley saugt der Sand Wasser auf, wodurch dieser schwerer wird und von den Winden nicht mehr fortgetragen werden kann. Selbst am höchsten Punkt der Dünen ist der Sand ein paar Zentimeter unter der Oberfläche feucht. Da mit der Austrocknung der Bäche auch die Dünen im Laufe der Zeit verschwinden würden, war die Sicherstellung der Wasserversorgung ein Grund für die Einrichtung des höheren Schutzstatus als Nationalpark im Jahr 2000. 
Ein außergewöhnliches Phänomen kann im Medano Creek, einem Bach östlich der Dünen in der Nähe des Besucherzentrums beobachtet werden. Weil frischer Sand gleichmäßig in das Wasser rieselt, findet der Bach kein stabiles und dauerhaftes Flussbett. So entstehen kleine Unterwasser-Dünen, die Dämme bilden und wieder zusammenbrechen. Dadurch entstehen in Intervallen Brandungswellen, die zu Zeiten bei hohem Wasserstand bis zu 30 Zentimeter hoch werden können. 

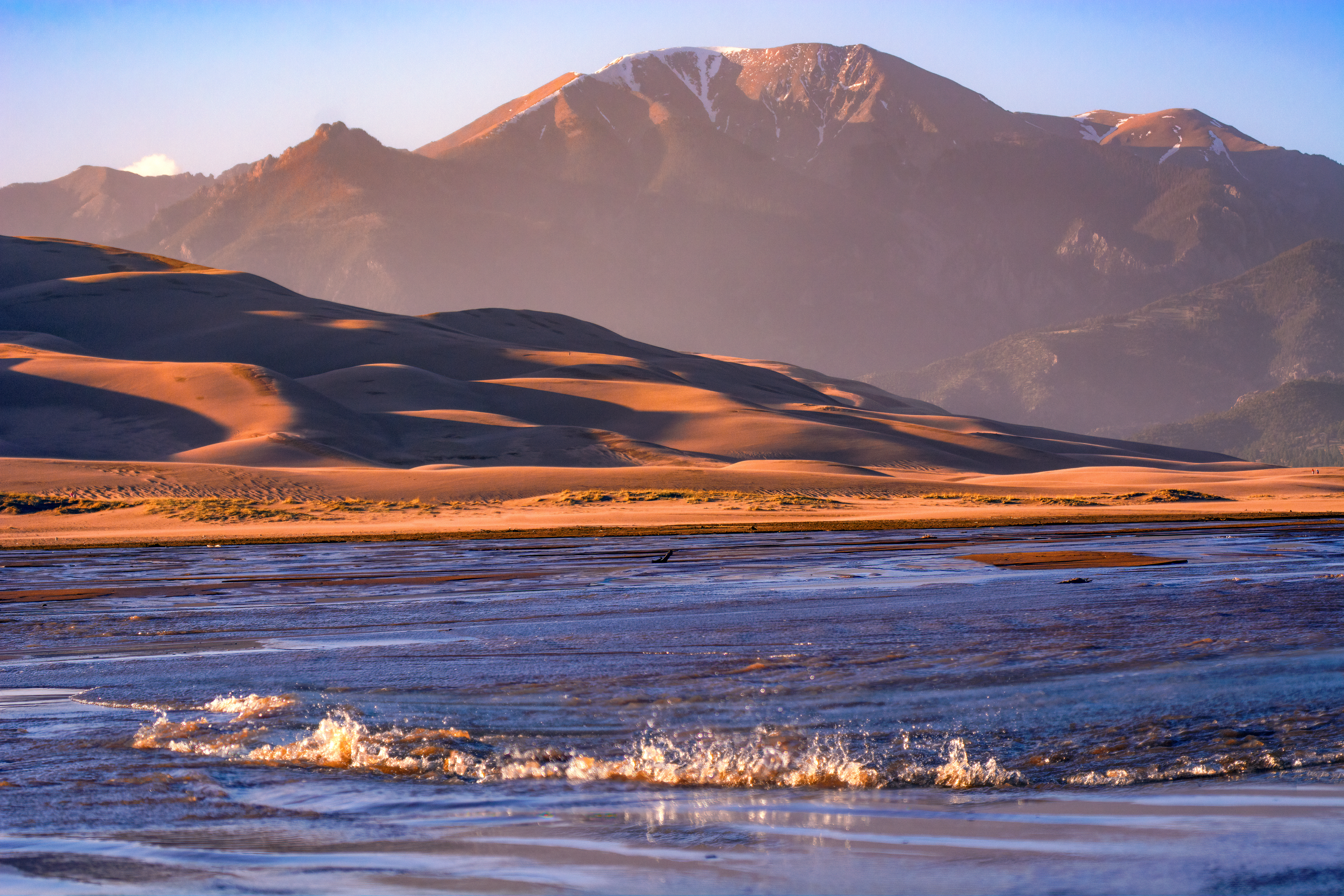
Medano Creek

## Nationalpark
Das Gebiet um die Dünen wurde am 17. März 1932 zum National Monument erklärt. Am 22. November 2000 unterzeichnete der damalige US-Präsident Bill Clinton ein Gesetz zur Einrichtung des Nationalparks (Great Sand Dunes National Park and Preserve Act of 2000), nachdem die Landfläche des Schutzgebiets vergrößert wurde und der Kongress dem Gesetzentwurf zugestimmt hatte. Die Erweiterungsflächen unterliegen dem geringeren Schutzstatus einer National Preserve, hier ist die Jagdausübung zulässig. Offiziell wurde der Nationalpark am 13. September 2004 eröffnet.